# Kazuhisa Irii
Kazuhisa Irii (入井 和久?, Irii Kazuhisa; Prefettura di Ibaraki, 18 ottobre 1970) è un ex calciatore giapponese, di ruolo difensore.